# Wertatscha
Wertatscha (també Vertatscha, eslovè: Vrtača) és una muntanya, a 2.180 m sobre el nivell del mar, als Karawanks, als Alps de Caríntia i d'Eslovènia, a la frontera entre Àustria i Eslovènia. En l'antic dialecte alpí alemany també s'anomenava Deutscher Berg ("muntanya alemanya", en eslovè Nemška gora) o Zinnenwand. Altres noms són Meniška gora (Mönchsberg) i Rtača.

## Descripció
El Wertatscha es troba a la cadena principal dels Karawanks, que aquí marca la frontera entre Àustria (municipi de Ferlach) i Eslovènia (municipi de Žirovnica). Al nord, la muntanya baixa en escarpades parets rocoses de fins a 600 metres d'alçada cap a la vall de Bodental, per sobre de Windisch Bleiberg; la cara sud és més suau. A l'oest, el massís de Wertatscha està delimitat pel coll de Bleischitz (1.840 m), sota el qual hi ha el refugi Klagenfurter, una base important per a l'ascens a la muntanya. Cap al nord-est, la cadena continua pel coll de Pautzscharte (1.950 m) fins al Pautz (eslovè: Zelenjak, 2.024 m) i el Selenitza (2.025 m). A l'est, el Wertatscha baixa per una paret de roca fins al circ de Suho ruševje. Al sud-est hi ha el refugi de Dom na Zelenici, un altre punt de partida important, a 1.536 metres d'alçada, al cim del Selenitza.